# Marcelo Prieto
Marcelo "Cecéu" Prieto é um parapentista brasileiro.

## Principais títulos e resultados
- 2001 - Segundo brasileiro melhor colocado no Campeonato Mundial[2]

### Recordes
- Recorde distância percorrida com parapente Rampa: Morro Alto da Pedra (Igrejinha-RS)[3]

#### Recordes mundiais
- Primeiro paraglider do mundo a ultrapassar a barreira dos 400km em voo de parapente.[4]
- 2007 - O recorde mundial de distância livre com parapente, partindo de uma montanha (415 km em 10 horas e 40 minutos ininterruptos).[5]
- 2007 - O recorde mundial de distância percorridos entre o ponto de partida e de chegada foi obtido em 14/11/2007 por 3 brasileiros (Frank Brown, Rafael Saladini e Marcelo Prieto) percorrendo 461,8 km após decolarem da cidade de Quixadá no Ceará e pousarem no Maranhão.[6]

## Filmografia
- 2009 - Participação no documentário Ciclos, que conta a história do recorde mundial,[7] e que premiado na Mostra Internacional de Filmes de Montanha como melhor filme pelo júri popular e pelo júri oficial.[8]